# بورتو بيلو، سانتا كاتارينا
بورتو بيلو بلدية في ولاية سانتا كاتارينا في المنطقة الجنوبية من البرازيل.